# روبر دمتر
روبر دمتر (انگلیسی: Robert Desmettre; ۵ اوت ۱۹۰۱ – ۶ مارس ۱۹۳۶) بازیکن واترپلو اهل فرانسه بود.